# Mauricio Cañaveral Ruiz
Mauricio Cañaveral Ruiz (n. Medellín, Colombia; 23 de septiembre de 1979) es un historiador colombiano.

## Biografía
Creció en el seno de una familia cristiana; estudió la educación básica primaria en la Institución Educativa Diego María Gómez Tamayo, ubicada en el noroccidente de Medellín, sector donde igualmente cursó bachillerato en el Ídem Maestro Pedro Nel Gómez.
Es Historiador de la Universidad de Antioquia, con posgrados en Economía de la Pontificia Universidad Javeriana y, en Gobierno y Políticas Públicas de la Universidad EAFIT. Durante su formación se ha enfocado en la historia política y económica de Colombia.
Trayectoria
Su trayectoria como funcionario público inició en el año 2008 como administrador de escenarios deportivos para el Instituto de Deportes y Recreación INDER Medellín, en el año 2010 durante los IX Juegos Suramericanos se desempeñó como gerente de escenarios y en ese mismo año, fue nombrado asistente personal del Alcalde de Medellín Alonso Salazar (2008 – 2011) y secretario privado entre 2012 y 2015. Así mismo, ha sido asesor de la Alcaldía de Medellín en las secretarías de Gobierno (2012), de la Juventud (2013), de las Mujeres (2015) e investigador académico y asesor para el Concejo de Medellín (2013-2015). Actualmente, es consultor adscrito al Centro de Análisis Político (CAP) de la Universidad EAFIT y director general de la Agencia para la Gestión en Historia.
Resumen monografía
Hasta mayo de 1988, las alcaldías municipales en Colombia eran dirigidas por alcaldes designados. La designación la hacía el gobernador, generalmente por indicación del Presidente de la República. Las administraciones locales carecían de periodos fijos de mandato, además, el sistema centralista impedía la autonomía fiscal y administrativa de los municipios.
En marzo de 1984 el Gobierno Nacional y la guerrilla de las Farc-ep, establecieron “Los Acuerdos de la Uribe”. En dichos acuerdos, la guerrilla de las Farc-ep le solicitó al Gobierno Nacional, la tramitación de la reforma constitucional que decretara la elección popular de alcaldes.
En 1984 el gobierno nacional radicó, por medio del Ministro de Gobierno, el proyecto de reforma para buscar la elección popular de alcaldes y mediante el Acto Legislativo 01 de 1986, fue decretada. Este se reglamentó con la Ley 78 de 1986, la cual estableció con detalle los asuntos pertinentes que se requerían para llevar a cabo la primera elección. El 13 de marzo de 1988, fue elegido el conservador Juan Gómez Martínez. Esta elección estableció un periodo de dos años a partir del primero de junio del mismo año.
Resumen tesis maestría
Colombia está ad portas de la firma de un acuerdo para la terminación del conflicto armado con la guerrilla de las Farc. Las decisiones tomadas desde el Gobierno Nacional afectan directamente a los gobiernos locales. Se hace necesario contar con instrumentos que logren implementar estrategias que promuevan la convivencia en todos los niveles de la sociedad. Este artículo pretende demostrar que Medellín cuenta con una herramienta denominada Comité Local de Gobierno, que puede asumir el reto de implementar, promover y fortalecer las estrategias derivadas de los Acuerdos de la Habana enfocados a la convivencia.